# Le Train du soir
Le Train du soir est un roman de Guy Lagorce publié le 7 septembre 1983 aux éditions Grasset et ayant reçu le prix des Libraires l'année suivante.

## Éditions
- Le Train du soir, éditions Grasset, 1983  (ISBN 2-24-630451-2).